# 佩讷明德
佩讷明德（德語：Peenemünde）是德国梅克伦堡-前波美拉尼亚州的市镇，隶属于前波美拉尼亚-格赖夫斯瓦尔德县，位于德国东北乌瑟多姆岛上。总面积为25.74平方千米，截至2023年12月31日总人口为370人。
佩讷明德在第二次世界大战时期曾是納粹德國V1和V2火箭的研制基地。在第二次世界大戰中，該地區高度參與了V-2火箭的開發和生產，直到生產遷至诺德豪森。從波羅的海的測試發射中恢復V-2殘骸的船隻使用了該村的碼頭。在V-2工廠工作的德國科學家韦恩赫尔·冯·布劳恩被稱為“Peenemünders”。整個神秘基地在1945年5月5日被蘇聯紅軍佔領。生產液氧的燃氣廠仍然在佩讷明德的入口處被遺棄。
戰後這裡成為蘇聯海軍基地，直至1952年才移交給東德的武裝部隊，軍港設施是由東德在第一次使用Seepolizei（海警）警察新設施後，汽艇，便已建成。1956年12月1日東德的第一艦隊總部人民海軍（海軍）在佩內明德成立。
現代火箭科學的發源地今天在佩內明德歷史技術博物館展出，歐洲工業遺產路線的二戰博物館於1992年在前陸軍考察站和世界地區的電站二戰電站（現在是村莊的一部分），展品包括V-1和V-2。